# WASP-7b
WASP-7b o HD 197286 b és un planeta extrasolar descobert el 2008. Té un període de 5 dies i és lleugerament més petit que Júpiter, tenint aproximadament la mateixa massa però de forma més densa.